# Harry Jones
Harold Alfred Jones (Oakland, Estados Unidos, 8 de mayo de 1895-Vancouver, 24 de diciembre de 1956) fue un deportista canadiense que compitió en vela en la clase 8 Metre. Participó en los Juegos Olímpicos de Los Ángeles 1932, obteniendo una medalla de plata en la clase 8 Metre.

## Palmarés internacional
| Juegos Olímpicos | Juegos Olímpicos             | Juegos Olímpicos | Juegos Olímpicos |
| Año              | Lugar                        | Medalla          | Clase            |
| ---------------- | ---------------------------- | ---------------- | ---------------- |
| 1932             | Los Ángeles (Estados Unidos) | Medalla de plata | 8 Metre          |